# Comité européen de coordination pour la recherche et le développement sur les accélérateurs
 (septembre 2009).
Si vous disposez d'ouvrages ou d'articles de référence ou si vous connaissez des sites web de qualité traitant du thème abordé ici, merci de compléter l'article en donnant les références utiles à sa vérifiabilité et en les liant à la section « Notes et références ».
Le Comité européen de coordination pour la recherche et le développement (R&D) sur les accélérateurs, en abrégé EuCARD pour l'anglais European Coordination for Accelerator Research and Development, est un projet cofinancé par le 7e Programme Cadre de Recherche et Développement de la Commission Européenne (FP7). Commencé le 1er avril 2009 et coordonné par le CERN, il inclut 37 partenaires couvrant l’Europe entière. Le projet EuCARD est rattaché à un grand nombre de projets cofinancés par l'Union européenne,.

## Concept
Agissant tels des microscopes géants, les accélérateurs de particules offrent une perception unique des constituants de la nature (la matière, les forces, l’énergie). Avec le LHC, pour « Large Collisionneur de Hadrons », récréant les conditions qui prévalaient quelques instants après le « Big Bang », la physique des particules et la cosmologie sont à l’aube d’une nouvelle ère de découvertes. En outre, de nombreux accélérateurs contribuent à l’imagerie médicale, au traitement du cancer, à la biologie, à la science des matériaux et aux applications industrielles.